# Гетто в Костюковичах
Гетто в Костюко́вичах (лето 1941 — 3 сентября 1942) — еврейское гетто, место принудительного переселения евреев города Костюковичи Могилёвской области и близлежащих населённых пунктов в процессе преследования и уничтожения евреев во время оккупации территории Белоруссии войсками нацистской Германии в период Второй мировой войны.

## Оккупация Костюковичей и создание гетто
В Костюковичах в 1941 году перед войной жили 3000 (1134) евреев из 18 000 жителей города.
Город был захвачен немецкими войсками 14 августа 1941 года, и оккупация продлилась 2 года и 1,5 месяца — до 27 (28) сентября 1943 года.
Вскоре после оккупации немцы, реализуя нацистскую программу уничтожения евреев, организовали в Костюковичах гетто, согнав туда также и евреев из ближних деревень.

## Условия в гетто
После оккупации и до сентября 1942 года немцы оставили евреев жить в своих домах, и гетто не было ограждено. На спине евреи должны были нашить опознавательную лату белого цвета. Молодых евреев использовали на принудительных работах. Узники жили в тяжелейших условиях и очень голодали — просили милостыню и хоть какую-нибудь еду. Их постоянно избивали.
К сентябрю 1942 года территорию гетто сократили до одной улицы — Юношеской, и местным жителям-неевреям запретили туда приближаться.

## Уничтожение гетто
По свидетельствам очевидцев и по данным расследования комиссии ЧГК, 3 сентября 1942 года под предлогом переселения в Палестину всем ещё живым евреям Костюковичей немцы приказали собраться с вещами. Обреченных людей вывели за город в конец Карабановской улицы в районе железнодорожной станции Коммунары. Затем мужчин заставили там, в урочище «Горелый пень», в болотистой низине, вырыть яму. Чтобы местные жители не видели подготовки к расстрелу и само убийство, это место было заранее заслонено пустыми вагонами, подогнанными на железнодорожную ветку вдоль урочища, и подходы к нему охраняли немцы с собаками. Когда яма была готова, евреев группами по 50 человек подводили к ней и расстреливали, а маленьких детей кидали в яму живыми. Во время этой «акции» (таким эвфемизмом нацисты называли организованные ими массовые убийства) были расстреляны и закопаны живыми 382 человека.
Убийство произошло днём примерно в 17 часов. Непосредственно расстреливали местные полицейские. Крики убиваемых людей были слышны в ближайших деревнях.
Имущество убитых евреев разобрали для себя полицаи и немецкие солдаты.

## Случаи спасения
Лазик (Лазарь) Шейнин, окончивший перед войной 10 классов школы, был оставлен для работы в подполье и был также разведчиком в партизанском отряде № 124. Он и его подруга и напарница Маша Лившиц в 1941 году были выданы немцам как евреи и расстреляны. Мать Лазика, Нина Ароновна Шейнина, выступала на Нюрнбергском процессе.
Двое молодых мужчин — сын кузнеца Зяма Антоновский и ещё один молодой еврей спрятались, избежали расстрела и воевали потом в партизанах.
В деревню Шарейки ночью пришла вся в крови еврейская девочка 11 лет — во время расстрела она живой и даже не раненой упала в яму и её залило чужой кровью. Эту девочку прятали, а после освобождения приехали её отец и мать и забрали дочку.

## Память
Опубликованы неполные списки жертв геноцида евреев в Костюковичах.
В 1963 году Генин А. Х. самостоятельно установил на месте расстрела около железнодорожной станции Коммунары (сейчас улица Карабановская) памятник с шестиконечной звездой и надписью: «Вечная память расстрелянным евреям». Затем этот памятник по приказу властей разрушили, а на его поставили обелиск с пятиконечной звездой и без упоминания о евреях.
В 1960-х годах рядом с памятником убитым партизанам был установлен обелиск на месте захоронения расстрелянного нацистами в 1941 году партизана-подпольщика, разведчика партизанского отряда № 124 Лазика (Лазаря) Шейнина.